# Lärjunge

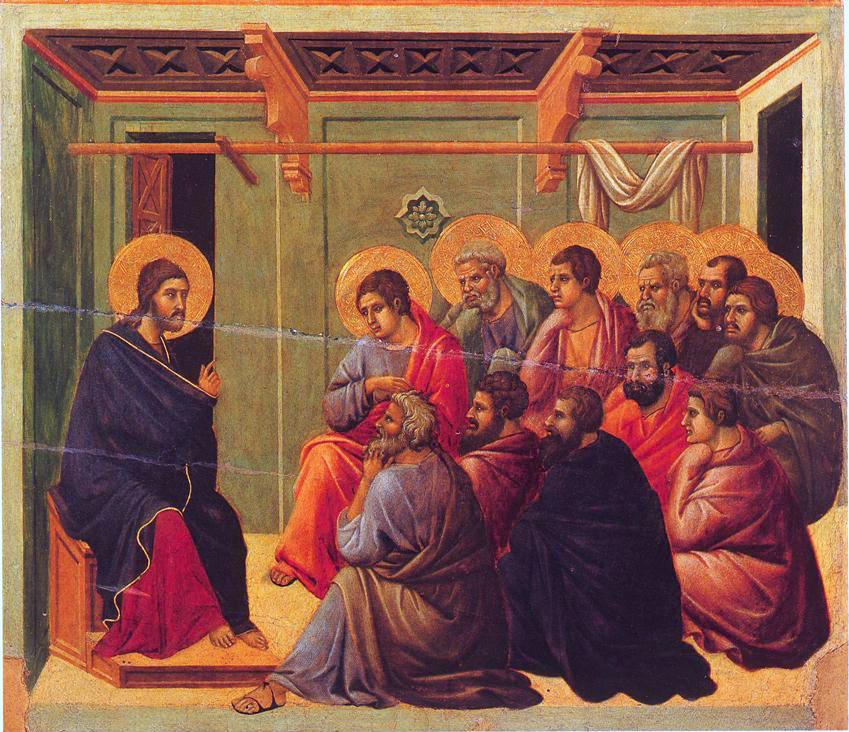
Jesus med sina lärjungar.

En lärjunge är en elev, som följer en läromästare och tillägnar sig dennes lära, levnadsmönster och andliga insikter. En annan högtidlig benämning för lärjunge är discipel, som är etymologiskt besläktat med disciplin och härrör från latinets disciplina, 'uppfostran; vetenskap'. Ett annat ord är adept, vilket definieras som "särskilt utvald lärjunge till viss lärare" och ofta används i sportjargong.
Förhållandet läromästare–lärjunge förutsätter att det finns kunskaper som inte kan förvärvas genom privata studier, utan enbart genom långvarig personlig kontakt med en andlig ledare som har djupare livserfarenhet och självkännedom. Benämningen kan emellertid även användas i utvidgad bemärkelse om personer som inte har direkt kontakt med mästaren ifråga, exempelvis i en mening som "Freud och hans lärjungar" eller "en lärjunge till Rembrandt".

## Kända exempel
Kända exempel på läromästare som har samlat lärjungar kring sig: 
- Buddhan Shakyamuni
- Carl von Linné och hans lärjungar
- De grekiska och indiska filosoferna
- Jesus (se de tolv)
- De judiska rabbinerna
- De tidiga kristna munkarna
- De japanska zenmästarna

Jesus hade enligt traditionen tolv lärjungar, nämligen Petrus, Judas Taddaios, Johannes, Judas Iskariot, Matteus, Tomas, Jakob, Andreas, Filippos, Jakob, Simon och Bartolomaios. 
Efter att Jesus hade uppstått från de döda och farit upp till himlen, så valde man en ersättare för Judas Iskariot eftersom denne hade tagit livet av sig. Ersättaren blev Mattias, som sedan räknades som apostel tillsammans med de elva andra. (Apg. 1:21-26)